# Charles Dufresne
Charles Dufresne, född den 23 november 1876 i Millemont, Frankrike, död den 8 augusti 1938 i La Seyne-sur-Mer, var en fransk målare och grafiker.

## Biografi
Dufresne kom från en familj av sjömän och fiskare och lämnade skolan redan i elvaårsåldern för en lärlingsutbildning till gravör. Han fick sedan en akademisk utbildning vid École des Beaux-Arts i Paris och i gravörverkstaden hos Hubert Ponscarme. Därefter började han som assistent hos skulptören och medaljgravören Alexandre Carpentier.

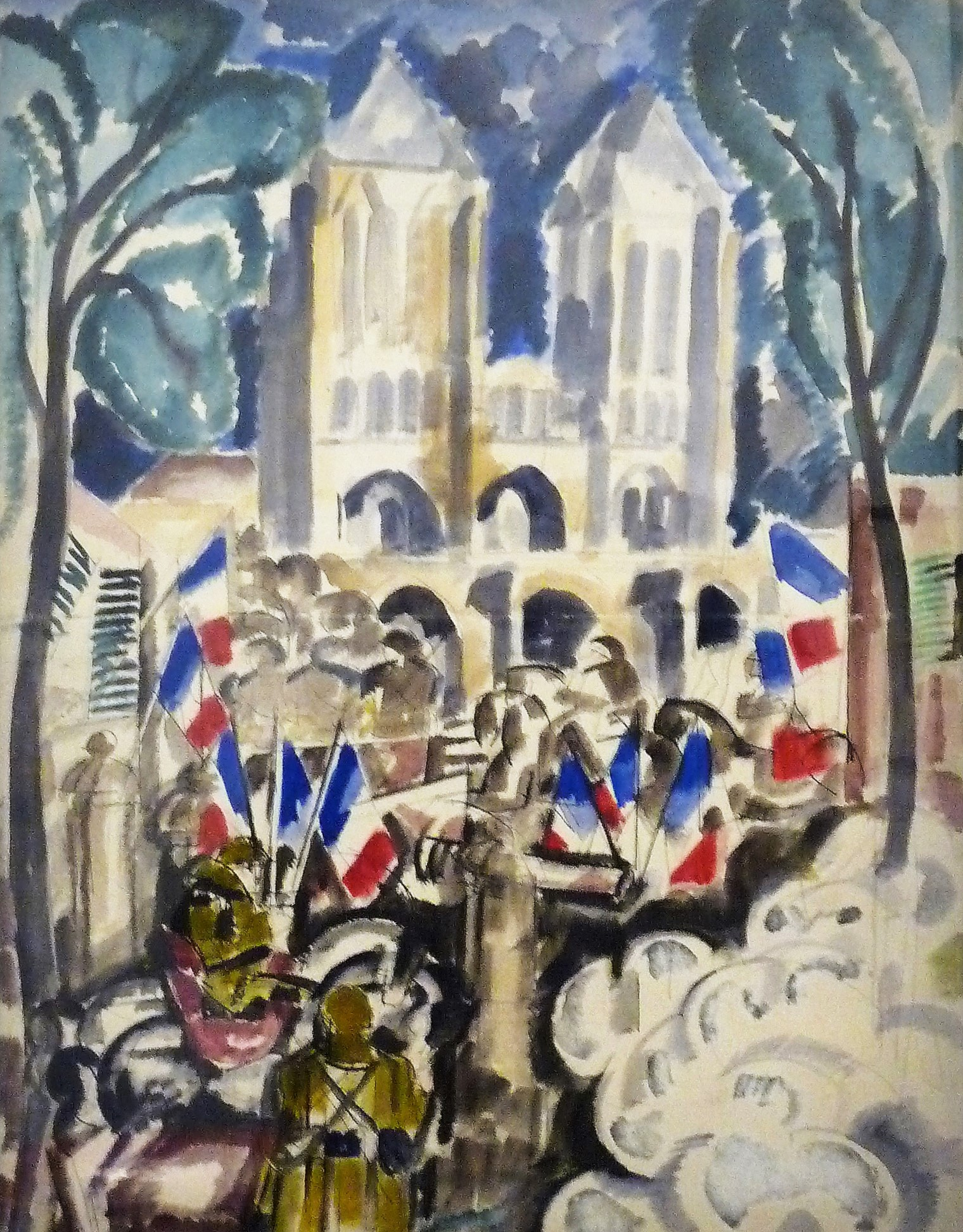
Nouon, 1917.

Mer lockad av måleri började han måla motiv i pastell från parisisk kafémiljö och cirkus i en anda av Toulouse-Lautrec. Han hade en utställning på Salon de la Sociétè Nationale, där han blev medlem 1903.
År 1910 inträffade en viktig händelse i Dufresnes liv då han vann pris för en pastell vid Prix de l'Afrique du Nord. Han tillbringade två år i Alger och övergav där pastell för oljemåleri.
År 1912 återvände han till Paris och målade i sin ateljé i Île Saint-Louis. Efter mobilisering under första världskriget målade han mellan 1918 och 1921 många porträtt, landskap och stilleben. Han har även utfört monumentalmålningar och förlagor till vävda tapeter samt arbetat som bokillustratör och teaterdekoratör.
Från 1930 blev hans färger mera levande och i en dekorativ och färgrik stil målade han bl.a. exotiska, bibliska och mytologiska motiv.
Verkade som lärare på Maison Watteau i början av 1930-talet. Några av Göteborgskoloristerna studerade för honom
1930 som Inge Schiöler, Karin Parrow, Ragnvald Magnusson och Erling Ärlingsson.
Vid Venedigbiennalen 1938 hyllades Dufresne genom att ett helt rum ägnades åt hans konst.